# La Trinidad, El Marqués
La Trinidad är en ort i Mexiko.   Den ligger i kommunen El Marqués och delstaten Querétaro Arteaga, i den centrala delen av landet, 180 km nordväst om huvudstaden Mexico City. La Trinidad ligger 1 890 meter över havet och antalet invånare är 816.
Terrängen runt La Trinidad är kuperad västerut, men österut är den platt. La Trinidad ligger nere i en dal. Runt La Trinidad är det ganska tätbefolkat, med 149 invånare per kvadratkilometer. Närmaste större samhälle är Santiago de Querétaro, 10,9 km sydväst om La Trinidad. Omgivningarna runt La Trinidad är en mosaik av jordbruksmark och naturlig växtlighet.